# 傍島将大
傍島 将大（そばじま まさひろ、1992年5月11日 - ）は、日本の俳優、タレント、モデル。岐阜県出身。

## 来歴
ナインティナインの岡村隆史に影響を受けて高校2年生の時にブレイクダンスを始める。友人や先輩と共にダンスチームを結成し、ダンスバトル、ショーケース、学園祭に出場した。
2014年、EXILE PERFORMER BATTLE AUDITIONに参加。TBSテレビ「週刊EXILE」への出演を機に芸能界を志し、モデル事務所に所属。
2015年4月より名古屋おもてなし武将隊に所属。3代目前田慶次役を務めている。
以降、役者、モデル（PV出演：ふとんタナカ・スタジオミルクなど多数）、タレントとしてマルチ活動。名古屋城での活動を中心に全国、海外で観光PR、パフォーマンスを積み重ねる。年間数百本のステージに立つ。前田慶次を通して歴史講演会、歴史イベントへの出演と主催を重ね、文化人活動もスタートさせる。
2016年より「なごや万華鏡落語」に出演し続ける。この時に落語に興味を持ち、落語の活動を始める。
2019年より落語プロジェクト「極rakugo」をスタートさせ、古典落語に挑戦し、公演を重ねる。
2020年、ライブ配信「SHOWROOM」にて多くのイベントオーディションで合格を勝ち取る。ケーキ屋「YUWAI」で一日店長イベントを務める。舞台「名古屋おもてなし武将隊 絆シリーズ」で主演を務める。
2020年5月から毎月オンライン落語会をスタートさせる。アニメ「八十亀ちゃんかんさつにっき」にて声優デビュー。
2021年、株式会社ミノカンPRサポーター就任。主催イベント「前田慶次の歴史夏祭り」開催
2021年7月、目標であった大須演芸場での極rakugo独演会を成功させ、俳優落語の公演やオンライン独演会を配信、開催している。
2022年、前田慶次(役)として東海最大級のダンスイベント『トウカイイズム2022』に日本を代表するKRUMPチームLoopz famと出演！
2023年、極rakugo公演来場者数が2500人突破。
2024年、所属していたAZS entertainmentを退所。日本酒を学べるイベント「flavor of history」を酒人 山本将守 氏と始める。
2025年5月、極rakugo30回公演「十華燦々 将大繚乱独演会」を中村文化小劇場で開催し200人来場し成功させた！極rakugo公演来場者数は3300突破。

## 人物
三人兄弟の末っ子。自他ともに認める真面目な性格。名古屋おもてなし武将隊の活動を通じ、名古屋城検定上級（歴代最高得点）、日本城郭検定準1級を取得。前田慶次としてWEBマガジン「城びと」で城郭・観光記事の連載を持つ。また、映像音響処理技術者資格を持ち、自らYouTuberとして前田慶次の戦国時代チャンネルの映像編集も行っている。
趣味はエンタメに触れる、人間観察。特技は殺陣（槍、刀）アクション、落語、クランプダンス、ブレイクダンス。
尊敬する人は母親。憧れの人はナインティナインの岡村隆史、小栗旬、真田広之、早乙女太一、SMAP。
目標や夢を常に口にする。

## 出演
名古屋おもてなし武将隊の出演参照

### テレビ
- 週刊EXILE（2014年）
- おもてなし隊なごや（2015年 - 、メ〜テレ）
- ゴゴスマ（2018年、CBCテレビ）
- バズナビ（2020年、カンテレ）レポーター役

### ラジオ
- 名古屋おもてなし武将隊_戦国音絵巻（2015年 - 2022年、CBCラジオ）
- 昼カフェ（2018年、東海ラジオ）

### 舞台
- 名古屋おもてなし武将隊絆シリーズ(2015年-2020年)
- 名古屋おもてなし武将隊 絆 2020 天華繚乱〜飛翔〜（2020年2月22日 - 2月23日　テレピアホール）主演
- なごや万華鏡落語(2016年-2019年　名古屋能楽堂)
- 武士語(2016年　2018年　Zepp Nagoya)
- 名古屋おもてなし武将隊 覇王双乱(2022年) 名古屋市芸術創造センター
- トウカイズム vol.13(2022年)ダイアモンドホール　Loopz Fam feat.Into The Wild
- 名古屋おもてなし武将隊 Believe2023六人の覇王　(2023年) 名古屋市芸術創造センター
- RAISE A REVOLUTION NAGOYA R♾️D(2025年)

### CM
- 岐阜トヨペット（2019年）
- にっぽん城まつり（2021年）
- 株式会社QUEEN'S DAY

### 落語
- 極rakugo 決起独演会 名古屋市能楽堂（2019年4月）
- 極rakugo 真夏の情熱独演会 愛知県芸術文化センター 中リハーサル室（2019年8月）
- 極rakugo 謝恩独演会 フラリエカフェ（2019年12月）
- 極rakugo テレビ塔公演独演会（2020年10月）
- 極rakugo 大須演芸場独演会（2021年7月）
- 極rakugo 師走独演会 アーク栄サロンホール（2021年12月）
- 極rakugo 皐月独演会 アーク栄サロンホール（2022年5月）
- 極rakugo 納涼独演会 アーク栄サロンホール（2022年8月）
- 極rakugo 勉強会 アートピア第一スタジオ（2022年10月）
- 極rakugo 【第十九回】師走独演会 アーク栄サロンホール（2022年12月）
- 極rakugo 【第二十回】水無月独演会 愛知芸術文化センター 中リハーサル室（2023年6月）
- 極rakugo【第二十二回】子葉月独演会 愛知芸術文化センター大リハーサル室(2023年10月)
- 極rakugo【第二十三回】謝恩独演会 アーク栄サロンホール
- 極rakugo【第二十四回】誕生月独演会 アーク栄サロンホール
- 極rakugo【第二十五回】将大江戸公演ツアー 大塚ドリームシアター
- 極rakugo【第二十六回】名古屋独演会 愛知芸術文化センター大リハーサル室
- 極rakugo【第三十回】十華燦々　将大繚乱独演会　中村文化小劇場

### ライブ
- チームしゃちほこ　SPPRING TOUR2017 おわりとはじまり〜ナゴヤの大逆襲〜[14]

### 声優
- アプリ声優「眠れない夜に」彼氏役（2020年）
- 八十亀ちゃんかんさつにっき アニメ第二期７話 おことわり（2020年 前田慶次役）
- 三国RANSE(2022年　ゲームオリジナルキャラクター役)

### 漫画
- 八十亀ちゃんかんさつにっき(前田慶次役)
- 火ノ丸相撲(前田慶次役)

### MV/PV
- 【7★3】「完全無欠のサラリ〜メ〜ン　マコ酒RUN！」
- 名古屋グランパス
- スタジオミルク
- ふとんタナカサービス
- YUWAI
- 株式会社トヨセット
- AZS entertainment

### 雑誌マガジン
- Kelly[6]
- 岐阜さくら
- cheek
- 東海ウォーカー
- メンズユニット[15]
- スナップマガジン

### モデル
- 熱田神宮 模擬挙式
- スタジオチェルシー
- Gotham NYCデザインモデル
- NDS株式会社リクルートモデル
- ヘアサロンwixy
- 株式会社QUEEN'S DAY
- もしもフェス名古屋 2023　ファッションショー

### アンバサダー
- 大須ラボ
- 株式会社ミノカン[10]
- アットスマイル

### イベント
名古屋おもてなし武将隊前田慶次として出演多数
- 名古屋まつり(2015年 - )
- お城EXPO(2017年 - )
- ニコニコ町会議（2019年 MCとして出演）
- AKBグループ総選挙（2019年）
- 前田慶次歴史夏まつり（2021年 名古屋市公会堂）[16]
- もしもフェス名古屋 2023
- Flavor of history (2024〜)